# 刘赤选
刘赤选（1897年—1979年），男，广东顺德人，中国中医内科学家、医学教育家，曾任第三届全国人大代表，第五届全国政协委员。